# 百里原海軍航空隊
座標: 北緯36度11分00秒 東経140度25分14秒 / 北緯36.183309度 東経140.420637度

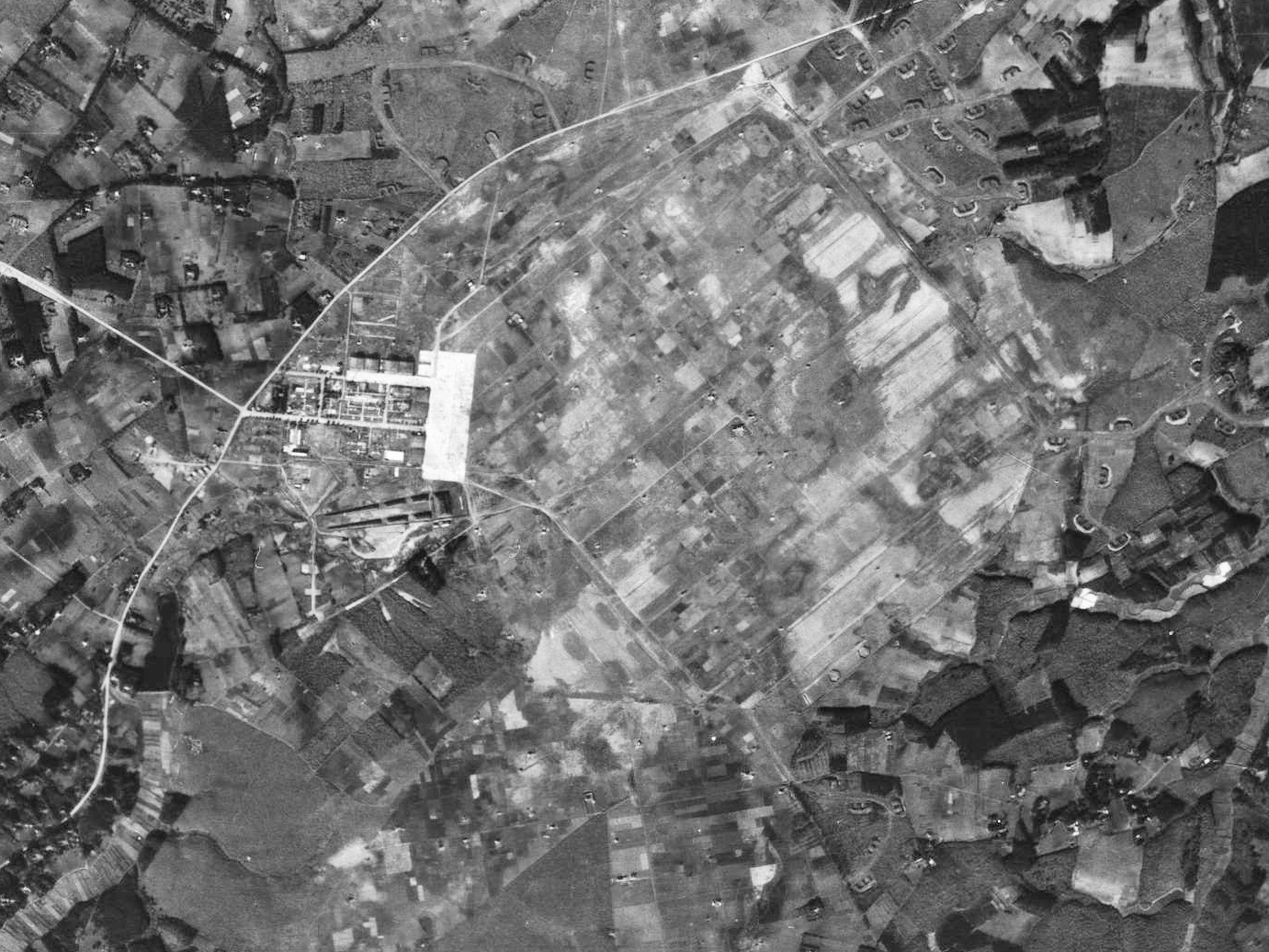
百里原海軍航空隊跡地の空中写真（1947年）
現在の百里飛行場（茨城空港）の前身は旧海軍の百里原航空基地である。

百里原海軍航空隊（ひゃくりはら かいぐん こうくうたい）は、日本海軍の部隊の一つ。攻撃専修搭乗員の教育を推進するため、攻撃機に搭乗するまでの実機練習を推進した。しかし絶対国防圏策定後の昭和19年以降は哨戒実施部隊となった。末期には特別攻撃隊を編成し、沖縄方面の特攻作戦に従事した。

## 沿革
昭和13年、茨城県東茨城郡橘村・白河村に筑波海軍航空隊の補助飛行場が建設され、実用機専修の筑波空と連動して練習機専修の分遣隊を設置することとした。百里原分遣隊は昭和13年12月15日に開かれ、村民の歓迎を受け、300名の隊員が着任した。1年後に独立航空隊となるが、基地機能が急激に増強されるのは、爆撃機・攻撃機の慣熟訓練を兼任するようになった昭和18年以後のことである。
- 昭和14年（1939年）
  - 12月1日 - 筑波海軍航空隊百里原分遣隊より独立し開隊。第十一連合航空隊に入籍。初歩飛行訓練に従事。
- 昭和15年（1940年）
  - 4月1日 - 操縦練習生53期入隊。（操練受け入れ開始）
- 昭和17年（1942年）
  - 12月頃 - 予科練甲飛8期入隊。（予科練受け入れ開始）
- 昭和18年（1943年）
  - 12月頃 - 艦上爆撃機・艦上攻撃機の慣熟訓練教程を追加。艦爆・艦攻計110機・陸攻16機に増強、機上練習機36機に削減。
- 昭和19年（1944年）
  - 6月頃 - 太平洋上哨戒任務を追加。
  - 10月1日 - 桜花訓練隊として第七二一海軍航空隊を開隊。
  - 11月7日 - 七二一空は神ノ池飛行場に転出。
- 昭和20年（1945年）
  - 2月16日 - 関東に敵機動部隊襲来（ジャンボリー作戦）。百里飛行場に爆撃、兵舎焼失。
  - 3月頃 - 第六〇一海軍航空隊が進出。
  - 3月30日 - 飛行教育凍結。
  - 4月21日 - 「神風特別攻撃隊・正気隊」を編成、串良飛行場に進出。
  - 4月28日 - 「菊水4号作戦」実施。第一正気隊2機出撃、2機とも消息不明。
  - 5月4日 - 「菊水5号作戦」実施。第二正気隊2機出撃、2機とも消息不明。
  - 5月5日 - 十一連空解散、第十航空艦隊直卒に改編。解散した名古屋海軍航空隊・姫路海軍航空隊・宇佐海軍航空隊隊員を編入。
  - 5月12日 - 第三正気隊単機で出撃、消息不明。これをもって正気隊の特攻作戦終了。
  - 8月3日 - 第十航空艦隊第十五連合航空隊を新編、転入。

終戦後解隊。
終戦時には、実施部隊の六〇一空に加えて、防空用の零式艦上戦闘機も備えた決戦体制に移行していたが、5月に解散した部隊の練習生を含めて多くの隊員を擁し、教育部隊としての籍を残していた数少ない部隊である。しかし、陸海軍の航空基地が密集する茨城県・千葉県は頻繁に戦略爆撃や機動部隊の強襲を受けており、教育は一向に進捗しなかった。その一方、飛行訓練が可能な初歩練習生がそろっていたため、予科練生のような任務転換はあまり見られなかった。

## 戦後の百里飛行場
終戦後、飛行場は引揚者の開拓地に転用され、いったん破壊されることとなった。しかし航空自衛隊は入間基地に代わる戦闘機基地を模索しており、昭和31年に旧百里原飛行場の再開をもくろんだ。百里基地訴訟をはじめ様々な問題を起こしつつも、百里基地は昭和41年に開隊された。以後、首都圏で唯一の戦闘機運用が可能な基地として機能し、例年の航空観閲式は多くの見学客で賑わう一方、基地反対派の活動も活発である。2009年以降の民間機共用開始を目指し、民間航空施設の増設が進行したことから、2010年に民間共用化され 茨城空港（いばらきくうこう）として営業を開始した。

## 主力機種
- 九〇式機上作業練習機…全期間で使用された初歩訓練機・機上作業練習機。
- 白菊…末期に使用された初歩訓練機・機上作業練習機。
- 九三式中間練習機…中期に使用された飛行訓練用機。
- 九六式艦上爆撃機…慣熟訓練教程導入以前の練習機。
- 九九式艦上爆撃機…慣熟訓練教程導入以後の練習機。
- 九六式艦上戦闘機…練習機。風防付きの二号艦戦前期型や複座練習機の二式練習戦闘機などが配備されていた。
- 九七式艦上攻撃機…練習機。洋上哨戒用・正気隊用の特攻機。
- 一式陸上攻撃機…練習機。七二一空開隊後は同部隊の所属機となった。
- 零式艦上戦闘機…末期の防空実用機。
- 彗星 …六〇一空機として一一型や百里原空機として三三型が末期に使用される。三三型にはデカール（撃墜マーク，空母に命中する五〇番爆弾を抽象化した絵）が貼られた機も存在した。

## 歴代司令
- 宗雪新之助 大佐：1939年12月1日 - 1940年9月2日[2]
- 亀井凱夫 中佐：1940年9月2日 - 1941年3月10日[3]
- 前原富義 中佐：1941年3月10日[3] -
- 藤田元成：1942年3月20日 -
- 坂田義人 大佐：1943年1月22日 -
- 菅原正雄：1943年7月1日 -
- 井上左馬二 大佐：1944年2月15日 -
- 高次貫一 大佐：1944年7月10日 -
- 山中龍太郎：1945年5月5日 － 終戦後解隊

## 甲種飛行予科練の碑
1945年（昭和20年）6月23日正午ごろ、米軍機が大挙して飛来し、約40機が迎撃のために基地から飛び立った。
茨城町では迎撃機4機が墜落して搭乗員3人が戦死し、墜落地点には1946年（昭和21年）に木碑が建てられた。2008年（平成20年）6月と8月に元予科練生らが現場で慰霊祭を開催し、2009年（平成21年）6月には「甲種飛行予科練の碑」の石碑が建てられた。その後、2011年（平成23年）に付近の工事でゼロ戦の尾輪部分が発見された。2019年（令和元年）に地主が変わり県道内原塩崎線を入った山林に移されたが、移転時に付近の地中から遺骨が見つかった（2022年3月のDNA鑑定で甲種予科練生の遺骨であることが判明した）。